# Stelling van Taylor
De stelling van Taylor, in 1715 geformuleerd door Brook Taylor, geeft aan hoe we een functie {\displaystyle f} in de omgeving van een punt {\displaystyle x_{0}} door middel van een taylorreeks kunnen benaderen. De coëfficiënten van de taylorreeks worden uit de eerste en de hogere afgeleiden van {\displaystyle f} in {\displaystyle x_{0}} bepaald.
Als een functie {\displaystyle f} voldoende vaak differentieerbaar is in een omgeving van {\displaystyle x_{0},} kan de functiewaarde {\displaystyle f(x)} in een punt {\displaystyle x} uit die omgeving door de taylorreeks worden benaderd:
{\displaystyle f(x_{0})}
{\displaystyle f(x_{0})+f'(x_{0})(x-x_{0})}
{\displaystyle f(x_{0})+f'(x_{0})(x-x_{0})+{\tfrac {1}{2}}f''(x_{0})(x-x_{0})^{2}}
en zo verder:
{\displaystyle f(x_{0})+f'(x_{0})(x-x_{0})+{\tfrac {1}{2}}f''(x_{0})(x-x_{0})^{2}+\ldots +{\tfrac {1}{n!}}f^{(n)}(x_{0})(x-x_{0})^{n}=}
{\displaystyle =\sum _{k=0}^{n}{\tfrac {1}{k!}}f^{(k)}(x_{0})(x-x_{0})^{k}}
Deze laatste som heet de taylorreeks of de taylorontwikkeling van {\displaystyle f} in {\displaystyle x_{0}}. Het verschil tussen {\displaystyle f(x)} en de benaderende taylorreeks heet de restterm. De stelling van Taylor doet een uitspraak over de nauwkeurigheid van de benadering, door een schatting te geven van de restterm. 
De stelling is er in verschillende versies, met meer of minder aangescherpte voorwaarden en onderscheiden vormen van de restterm. 

## Stelling
De stelling is de volgende. Gegeven de functie {\displaystyle f:\mathbb {R} \to \mathbb {R} } in het punt {\displaystyle x_{0}}, die {\displaystyle n} keer kan worden gedifferentieerd. Dan is er een functie {\displaystyle h_{n}:\mathbb {R} \to \mathbb {R} } zodanig dat
{\displaystyle \lim _{x\to x_{0}}h_{n}(x)=0}
en
{\displaystyle f(x)-\sum _{k=0}^{n}{\tfrac {1}{k!}}f^{(k)}(x_{0})(x-x_{0})^{k}=h_{n}(x)(x-x_{0})^{n}}
Deze vorm van de restterm wordt de Peano-vorm genoemd.
Onder sterkere regulariteitsvoorwaarden zijn er andere vormen van de stelling met meer expliciete uitdrukkingen voor de restterm. Een daarvan is de volgende.
Als {\displaystyle f} een {\displaystyle n+1} keer continu differentieerbare functie is, dat wil zeggen differentieerbaar met continue afgeleide, op het interval {\displaystyle [a,b]}, is er voor elke {\displaystyle x_{0},x\in (a,b)} een getal {\displaystyle \theta } tussen {\displaystyle x_{0}} en {\displaystyle x}, zodanig dat
{\displaystyle R_{n}(x)=f(x)-\sum _{k=0}^{n}{\frac {f^{(k)}(x_{0})}{k!}}(x-x_{0})^{k}={\frac {f^{(n+1)}(\theta )}{(n+1)!}}(x-x_{0})^{n+1}}
De stelling kan ook zo worden geformuleerd dat bij elk getal {\displaystyle 0<p\leq n+1} een getal {\displaystyle \theta } bestaat, zodat de restterm van de volgende algemene vorm is, de restterm van Schlömilch:
{\displaystyle R_{n}(x)={\frac {f^{(n+1)}(\theta )}{p\ n!}}(x-\theta )^{n+1-p}(x-x_{0})^{p}}.
Voor {\displaystyle p=1} is dit de restterm van Cauchy:
{\displaystyle R_{n}(x)={\frac {f^{(n+1)}(\theta )}{n!}}(x-\theta )^{n}(x-x_{0})}
Voor {\displaystyle p=n+1} is dit de in de stelling genoemde restterm van Lagrange.

### Bewijs
De stelling berust op toepassing van de middelwaardestelling op de restterm:
{\displaystyle R_{n}(x)=\int \limits _{x_{0}}^{x}{\frac {(x-t)^{n}}{n!}}f^{(n+1)}(t)\mathrm {d} t}

## Voorbeelden
- In sommige gevallen, en zeker in praktische berekeningen, bestaat een benadering van een functiewaarde uit een eindig aantal benaderingen als boven. Als de functie {\displaystyle f} voldoende vaak differentieerbaar is, geldt:

{\displaystyle f(x)=\sum _{k=0}^{n}{\frac {f^{(k)}(x_{0})}{k!}}(x-x_{0})^{k}+R_{n}(x)}
waarin men {\displaystyle n} zo kan kiezen dat de restterm voldoende klein is.
- Een benadering van {\displaystyle e^{x}} wordt verkregen door in de bovenstaande formule {\displaystyle x_{0}=0} te stellen en te gebruiken dat de afgeleiden van  {\displaystyle e^{x}} gelijk zijn aan zichzelf, dus voor {\displaystyle x=0} steeds gelijk zijn aan 1:

{\displaystyle e^{x}\approx 1+x+{\frac {x^{2}}{2!}}+{\frac {x^{3}}{3!}}+\ldots +{\frac {x^{n}}{n!}}}
- Niet bij elke functie lukt zo'n benadering; van bijvoorbeeld de functie

{\displaystyle f(x)=e^{-1/x^{2}}\ } voor {\displaystyle \ x\neq 0\ } en {\displaystyle \ f(0)=0}
zijn alle afgeleiden nul voor {\displaystyle x=0}. De functiewaarde zit geheel in de restterm, wat de stelling voor deze functie onbruikbaar maakt.